# Chãos
Chãos ist eine portugiesische Gemeinde (Freguesia) im Concelho Ferreira do Zêzere. In ihr leben 465 Einwohner (Stand 19. April 2021). 
Bis zum Beginn 1836 gehörte die Gemeinde Chãos zum Kreis Pias. 